# Ernest Thomas Cobley Smith
Ernest Thomas Cobley Smith, britanski general, * 1895, † 1977.